# الدوري (مسلسل)
الدوري (بالإنجليزية: The League) مُسلسل كوميدي أمريكي عُرض على قناة «FX» و«FXX» من 29 أكتوبر، 2009 حتى 9 ديسمبر، 2015 لسبع مواسم. تدور أحداث المسلسل في مدينة شيكاغو، إلينوي، حول مجموعة من الأصدقاء يتابعون الدوري الأمريكي لكرة القدم وحياتهم اليومية.

## الحلقات
| الموسم | الموسم | عدد الحلقات | تاريخ البث الأصلي | تاريخ البث الأصلي | تاريخ البث الأصلي |
| الموسم | الموسم | عدد الحلقات | بث لأول مرة       | البث الآخير       | القناة            |
| ------ | ------ | ----------- | ----------------- | ----------------- | ----------------- |
|        | 1      | 6           | 29 أكتوبر 2009    | 10 ديسمبر 2009    | FX                |
|        | 2      | 13          | 16 سبتمبر 2010    | 9 ديسمبر 2010     | FX                |
|        | 3      | 13          | 6 أكتوبر 2011     | 22 ديسمبر 2011    | FX                |
|        | 4      | 13          | 11 أكتوبر 2012    | 20 ديسمبر 2012    | FX                |
|        | 5      | 13          | 4 سبتمبر 2013     | 20 نوفمبر 2013    | FXX               |
|        | 6      | 13          | 3 سبتمبر 2014     | 19 نوفمبر 2014    | FXX               |
|        | 7      | 13          | 9 سبتمبر 2015     | 9 ديسمبر 2015     | FXX               |

## الممثلين والشخصيات

### شخصيات رئيسية
- مارك دوبلاس بدور بيتر «بيت» آيكهارت
- ستيفن رانازيسي بدور كيفن ماكآرثر
- نيك كرول بدور وردني روكسن
- بول شير بدور الدكتور. أندريه ناوزيك
- جون لاجوي بدور تاكو ماكآرثر
- كاتي أسيلتون بدور جيني ماكآرثر

### شخصيات ثانوية وضيوف الحلقات
- نادين فيلاسكيز
- ليزلي بيب
- سيث روغن
- بري لارسون
- جيما ميس
- ويل فورتيه
- جيف غولدبلوم
- بروكلين ديكر دانييل
- آدم برودي
- روب ريجل
- جانيت مونتغومري
- ليك بيل
- مايكل هيتشكوك
- عليا شوكت
- راي ليوتا
- كيغان مايكل كي
- إليزا دوشكو
- بريت غليمان
- تيموثي أوليفانت
- كريستين كافياري
- بوب أودينكيرك
- سنوب دوغ
- كريستين لاكين
- ويل ساسو
- ألي لارتر
- ليزي كابلان
- عزيز أنصاري
- مارك كوبان
- بريندا سونغ
- جيري أوكونيل
- دان كاستلانيتا
- ميلو فينتميليا
- لاري ديفيد

## وصلات خارجية
- الموقع الرسمي
- الدوري على موقع IMDb (الإنجليزية)
- الدوري على موقع ميتاكريتيك (الإنجليزية)
- الدوري على موقع روتن توميتوز (الإنجليزية)
- الدوري على موقع كينوبويسك (الروسية)
- الدوري على موقع ألو سيني (الفرنسية)
- الدوري على موقع قاعدة بيانات الفيلم (الإنجليزية)